# Световна финансова криза (2007 – 2008)
Световната финансова криза от 2007 – 2008 година е финансова криза, определяна като най-тежката след Голямата депресия от първата половина на XX век.
Кризата заплашва с колапс някои ключови финансови институции, който е предотвратен чрез финансовото им подпомагане от националните правителства, но въпреки това фондовите пазари по света се сриват. В много региони е засегнат и жилищния пазар, спадът в богатството на потребителите се оценява на трилиони долари, а намалената икономическа активност довежда до Световна икономическа криза и допринася за Дълговата криза в еврозоната.

## Избухването на кризата
Рязко увеличение на дела на кредитополучателите, които не могат да изпълнят ипотечните плащания, доведе до повишаване на лихвите, докато имало и други компании, желаещи да дават заеми на ипотечни кредитори. Влошаването на тези условия за ипотечните кредитори създава „кредитна криза“ за тях и от началото на 2007 г. се наблюдава значително повишаване на степента на фалит на кредитните агенции. Несъстоятелността довела до спад в дяловете на предприятия, свързани с недвижими имоти, и до изчезване на прилива на този пазар.